# Elena Jahodníková
Elena Jahodníková (21. ledna 1917 - ???) byla slovenská a československá politička Komunistické strany Slovenska a poúnorová poslankyně Národního shromáždění ČSSR.

## Biografie
Ve volbách roku 1960 byla zvolena za KSS do Národního shromáždění ČSSR za Středoslovenský kraj. V parlamentu setrvala až do konce funkčního období, tedy do voleb roku 1964.